# Долац на Лашви
Долац на Лашви је насељено место у Босни и Херцеговини у општини Травник. Административно припада Федерацији Босне и Херцеговине, односно њеном Средњобосанском кантону. Према попису становништва из 2013. у насељу је било 459 становника, а већинску популацију чинили су Хрвати.

## Становништво
По последњем службеном попису становништва из 2013. године у овом насељу живело је 459 становника, а село је било етнички хомогено са већинском хрватском популацијом.
| Националност | 2013. | 1991.        | 1981.        | 1971.        |
| Бошњаци      | —     | 61 (12,10%)  | 42 (8,22%)   | 64 (15,92%)  |
| Хрвати       | —     | 324 (64,29%) | 316 (61,84%) | 267 (66,42%) |
| Срби         | —     | 29 (5,75%)   | 42 (8,22%)   | 52 (12,94%)  |
| Југословени  | —     | 79 (15,67%)  | 86 (16,83%)  | 12 (2,98%)   |
| Албанци      | —     | 0            | 1 (0,19%)    | 0            |
| остали       | —     | 11 (2,18%)   | 24 (4,69%)   | 7 (1,74%)    |
| Укупно       | 459   | 504          | 511          | 402          |